# Liborio Solís
Liborio Solis est un boxeur vénézuélien né le 21 mars 1982 à Maracay.

## Carrière
Passé professionnel en l'an 2000, il devient champion du Venezuela des poids super-mouches en 2009 puis champion du monde WBA de la catégorie le 6 mai 2013 après sa victoire aux points contre le japonais Kohei Kono. Solis sera destitué le 2 décembre 2013 à la veille de sa 1re défense face à Daiki Kameda pour ne pas avoir respecté la limite de poids autorisée. Dix ans plus tard, il affronte à 42 ans Takuma Inoue pour le titre vacant des poids coqs WBA et s'incline aux points.